# 下奥舍尔
下奥舍尔（德語：Niederorschel，發音：[ˈniːdɐˌʔɔʁʃl̩]）是德国图林根州艾希斯费尔德县的市镇，面积55.73平方千米，2023年12月31日人口为5,416人。2019年1月1日，市镇多伊纳、盖特罗德、豪森和小巴特洛夫并入下奥舍尔。